# PGA Trophy

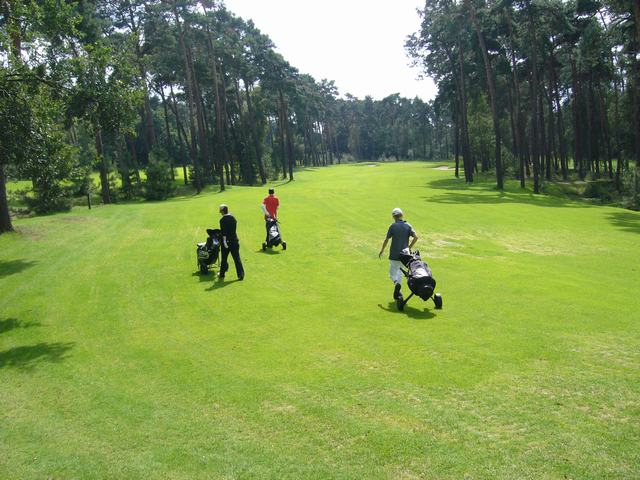
De Wouwse

De PGA Trophy is een golftoernooi van de PGA Holland dat al meer dan 30 jaar wordt gespeeld, altijd op de Golfclub Wouwse Plantage. De wedstrijd werd de afgelopen jaren in verschillende vormen en gespreid over een of meer dagen gespeeld. De laatste jaren is het een driedaagse wedstrijd waarin de deelnemende amateurs strijden voor de dagprijzen. De pro's spelen hun eigen O.O.M (Order of Merit).

## Winnaars
| NPGA Trophy - 1994: Joost Steenkamer - 1999: Chris van der Velde Polynorm Trophy op de Wouwse - 2005: John Bleys - 2006: Hiddo Uhlenbeck Voestalpine PGA Trophy - 2007: Simon Crosby - 2008: Simon Crosby | Wouwse Plantage PGA Trophy - 2009: Mark Reynolds - 2010: Robin Swane - 2011: Robin Swane - 2012: Richard Kind - 2013: Nicolas Nubé - 2014: Inder van Weerelt - 2015: David van den Dungen |

## Trivia
- Zie ook de Uitslagen PGA Holland